# Jörn Bethge
Jörn F. J. Bethge (* 21. Juni 1911 in Hultschin, Österreich-Ungarn; † 21. Mai 1982) war ein deutscher Chirurg und Hochschullehrer.

## Leben
Nach dem Schulabschluss studierte er Medizin und promovierte 1939 an der Universität Hamburg zum Dr. med. 1952 wurde er Dozent an der Medizinischen Fakultät der Universität Hamburg und 1963 zum außerplanmäßigen Professor für Chirurgie ernannt. 1964 übernahm er die Leitung der der II. Chirurgischen Universitätsklinik und -Poliklinik und gleichzeitig die Leitung der Abteilung für klinische Knochenpathologie. Von 1967 bis 1975 war er Wissenschaftlicher Rat und Professor für Chirurgie.
Er war Mitglied der Deutschen Gesellschaft für Chirurgie und spezialisiert auf Erkrankungen und Tumore der Knochen.

## Schriften (Auswahl)
- Endemische Angina mit ungewöhnlichem Verlauf (Magenphlegmone, Peritonitis) bei Geschwistern. In: Deutsche Zeitschrift für Verdauungs- und Stoffwechselkrankheiten. Bd. 3, 1939, H. 1.
- Die Versporung des Fraenkelschen Gasbacillus (Bac. Welchii Typ A, Bac. perfringens) in künstlichen Kulturen. In:  Zeitschrift für Hygiene und Infektionskrankheiten 127 (1947), S. 452–484.
- Chondromalacia patellae. In: Deutsche Medizinische Wochenschrift 87 (1962), H. 13, S. 636–643.